# 3D (Album)
3D ist das vierte Studioalbum der US-amerikanischen Hip-Hop und R&B-Girlgroup TLC. Es erschien am 17. September 2002 auf Arista Records. Der überwiegende Teil der Albumarbeiten wurde nach dem Tod des Bandmitglieds Lisa „Left Eye“ Lopes finalisiert. Viele ihrer Beiträge bestanden demnach aus unveröffentlichtem Material ihrer beiden Soloprojekte Supernova und N.I.N.A. und wurden in 3D hineingearbeitet.
Produziert wurde 3D neben bewährten Produzenten wie Dallas Austin und Babyface auch von einem gänzlich neuen Kader, bestehend aus Rodney Jerkins, The Neptunes, Raphael Saadiq, Missy Elliott und Timbaland.
3D debütierte auf Platz 6 der Billboard 200 und Platz 4 der Top R&B/Hip-Hop Albums. Es konnte über 143.000 Einheiten in seiner ersten Verkaufswoche verlegen und wurde von der Recording Industry Association of America mit Platin für über eine Million verkaufte Einheiten in den USA ausgezeichnet. Weltweit verkaufte sich das Album über zwei Millionen Mal. Trotz seiner Auszeichnungen galt 3D im Vergleich zu seinen Vorgängern als kommerzieller Misserfolg, nicht zuletzt, da es entgegen älterer Produktionen des Trios international nicht in vorderen Chartrankierungen vertreten war. Auch kritisch wurde das Album zwar positiv aufgenommen, steht jedoch nicht in einer Riege mit seinen Vorgängern.
3D wurde für zwei Grammy Awards nominiert und hinterließ drei Singles, welche aber ebenso alle hinter den Erwartungen stehen blieben. Girl Talk erreichte seine Höchstplatzierung mit Platz 23 in den Hot R&B/Hip-Hop Songs und Damaged seine mit Platz 7 in den Billboard Mainstream Top 40.

## Hintergrund
Während und nach der Veröffentlichung von TLCs drittem Studioalbum FanMail, machte Bandmitglied Lisa Lopes zu verschiedenen Gelegenheiten deutlich, dass sie nicht mehr das Gefühl habe, sich durch TLC ausdrücken zu können. Aufgrund bandinterner Streitigkeiten war sie auf FanMail wesentlich weniger prominent vertreten als noch auf den vorherigen Projekten und auch ihr Hintergrundgesang wurde vermehrt durch den von Debra Killings ersetzt. In der November-1999-Ausgabe von Entertainment Weekly rief Lopes ihre beiden Bandkollegen zur Herausforderung auf, drei Soloalben zu produzieren, in einem Triple-Boxset zu veröffentlichen und den Fans zu überlassen, wessen Soloalbum das Beste sei:

„Ich fordere Tionne Watkins und Rozonda Thomas zu einem Album namens The Challenge heraus: ein 3-CD-Set mit drei Soloalben. Jedes der Alben muss zum 01. Oktober 2000 fertiggestellt beim Label vorliegen. […] Außerdem fordere ich Dallas „den Manipulator“ Austin heraus alles Material für einen Bruchteil seiner eigentlichen Bezahlung zu produzieren. Wenn ich so darüber nachdenke, LaFace Records wird sicherlich ein Preisgeld von 1,5 Millionen US-Dollar für den Sieger bereitstellen.“

Watkins und Thomas lehnten die Herausforderung ab, obgleich Lopes bis zu ihrem Tod daran festhielt. Die Gerüchte um eine bevorstehende Trennung des Trios eskalierten, als Thomas sich gegen Lopes positionierte und ihre „Eskapaden“ als „egoistisch“, „bösartig“ und „herzlos“ bezeichnete. In späteren Interviews ruderten TLCs Mitglieder von den Vorwürfen zurück und bekräftigten ihr Narrativ, dass sie als „Quasi-Schwestern“ nun mal auch ihre Meinungsverschiedenheiten hätten. Lopes dazu:

„Unsere Beziehung ist enger als eine bloße Arbeitsbeziehung. Wir haben Gefühle füreinander, weshalb wir auch wütend aufeinander werden können. Wie ich für gewöhnlich sage: Du kannst niemanden hassen, wenn du ihn nicht liebst. Und wir lieben uns, das ist das Problem.“

TLC versöhnte sich wieder und entschied The Challenge doch nicht aufzunehmen. Nach Fertigstellung der sehr erfolgreichen FanMail Tour forderte Lopes dennoch eine Ruhezeit für sich selbst und alle drei Mitglieder verfolgten zunächst einmal eigene Interessen. Lopes stellte zwischenzeitlich ihr Soloalbum Supernova fertig, welches aufgrund der enttäuschenden Performance ihrer Debütsingle The Block Party nie in den USA veröffentlicht wurde.
Thomas begann kurzweilen Arbeiten an einem eigenen Soloalbum, ehe sich TLC entschied, ihr viertes, noch unbenanntes Studioalbum zu produzieren. Die Arbeiten begannen offiziell im Mai 2001, wurden aber schnell wieder pausiert, da Lopes an einem weiteren Soloprojekt, N.I.N.A., arbeitete und Watkins sich aufgrund ihrer Sichelzellkrankheit ins Krankenhaus einweisen ließ. Lopes besuchte Watkins im Krankenhaus und entschied sich daraufhin final, ihr Soloprojekt doch hinten anzustellen und Rapverse für 3D aufzunehmen. Als Watkins im April 2002 wieder entlassen wurde, flog Lopes nach Honduras, um dort zu missionieren und eine Dokumentation über ihr Leben zu drehen (2007 veröffentlicht als The Last Days of Left Eye).
Am 25. April 2002 verstarb Lopes infolge eines Autounfalls in Honduras und hinterließ ihr noch unveröffentlichtes Material für 3D und N.I.N.A. Drei ihrer für 3D aufgenommenen Rapverse wurden in Quickie, Girl Talk und Who’s It Gonna Be verwertet. Alle anderen Lieder des Albums, auf denen Lopes vertreten ist, entstammen unveröffentlichten Acapellas von Supernova und N.I.N.A.
In Anlehnung an die Herausforderung von Lopes, drei Soloalben aufzunehmen, nannten Watkins und Thomas das Album 3D. Des Weiteren kündigten sie an, in Zukunft nur als Duo weiter Musik zu machen und nicht – wie in der Presse vermutet – Lopes zu ersetzen.

## Kritik
| Professionelle Bewertungen     | Professionelle Bewertungen |
| ------------------------------ | -------------------------- |
| Kritiken                       |                            |
| Quelle                         | Bewertung                  |
| AllMusic                       | [ 19 ]                     |
| Black Entertainment Television | Mixed                      |
| Billboard                      | Gut                        |
| Blender                        | [ 22 ]                     |
| Entertainment.ie               | [ 23 ]                     |
| Entertainment Weekly           | B                          |
| Rolling Stone                  | [ 25 ]                     |
| Slant Magazine                 | [ 26 ]                     |
| Vibe                           | [ 27 ]                     |

3D erhielt grundsätzlich positive Kritiken, wenngleich es nicht in derselben Liga gehandhabt wurde, wie noch zuvor Ooooooohhh... On the TLC Tip, CrazySexyCool und FanMail.
Auf der Seite Metacritic erhielt das Album eine Durchschnittspunktzahl von 71, basierend auf 14 ausgewerteten Kritiken.
Stephen Thomas Erlewine von AllMusic lobte 3D als „eines der besten modernen Soul-Alben des Jahres“. Obwohl 3D „vielleicht nicht bahnbrechend ist wie die Alben davor, geht es immer noch Risiken ein und stellt dabei durchgehend zufrieden“. Andy Battaglia vom The A.V. Club schrieb: „Obwohl das Album ab und zu unfertig wirkt, baut die Gruppe mit 3D eine solide Grundlage für die Vielfältigkeit vom kommenden Soulsound. Auch das schwächste Material des Albums hat seine ganz eigene Note durch den großartigen Gesang, der an den unterschätzten Anmut von '60er Jahre Girlgroups angelehnt ist.“
Das Billboard-Magazine empfand, dass „TLC mit 3D ein würdiges Tribut für ihre verstorbene Schwester“ geschaffen habe und bezeichnete die Ansammlung an Liedern als „nahezu perfekte Zusammenstellung.“ David Browne von Entertainment Weekly vermerkte, dass TLC „durch The Neptunes und Rodney Jerkins ein besseres Post-Tragödien Album“ gemacht habe, als erwartet. 3D sei ein „Smörgåsbord von modernem R&B, der von neuartig zu retro schwankt“, fühle sich aber dennoch „ein wenig unfertig“ an.
Der Rolling-Stone-Autor Barry Walters fasste zusammen: „das Album ist nicht das Highlight, das es eventuell hätte sein können, wenn Lopes noch leben würde. Aber dennoch repräsentiert es soliden Black-Pop.“ Dorian Lynskey von Blender unterstrich, dass „3Ds schierer kreativer Ausfluss allein schon ein Ausdruck von Lopes’ lebenslangem Charisma“ sei, wogegen Dimitri Ehrlich von Vibe vermerkte: „Auch wenn die CD durchweg gut produziert und gesungen ist, so bleibt das Material vor Lopes’ Tod doch noch düsterer, sexier und wütender.“

## Kommerzieller Erfolg
In den USA debütierte 3D auf Platz 6 der Billboard 200 und Platz 4 der Top R&B/Hip-Hop Albums. Mit über 143.000 verkauften Einheiten in der ersten Verkaufswoche konnte es sich weltweit weniger als halb so oft absetzen, wie FanMail alleine in den USA (über 318.000). Es wurde zudem TLCs schlecht platziertestes Album seit ihrem Debüt im Jahr 1992. Am 10. Dezember 2002 wurde 3D von der Recording Industry Association of America mit Doppelplatin für 2 Millionen verkaufte Einheiten ausgezeichnet.
International verfehlte 3D in beinahe jedem Land außer Kanada (Platz 31) die Top 40. Erfolgreich war es lediglich in Japan, in welchem es sich auf Platz 2 einfand und von der Recording Industry Association of Japan mit Platin ausgezeichnet wurde.

## Titelliste
| #  | Titel                          | Gastbeitrag   | Produzent                            | Länge |
| -- | ------------------------------ | ------------- | ------------------------------------ | ----- |
| 1  | 3D (intro)                     |               | Dallas Austin                        | 2:25  |
| 2  | Quickie a                      |               | Dallas Austin                        | 4:19  |
| 3  | Girl Talk                      |               | Eddie Hustle                         | 3:34  |
| 4  | Turntable                      |               | Rodney Jerkins                       | 3:25  |
| 5  | In Your Arms Tonight           |               | The Neptunes                         | 4:24  |
| 6  | Over Me b                      |               | Rodney Jerkins                       | 4:17  |
| 7  | Hands Up                       |               | Babyface, Daryl Simmons              | 3:48  |
| 8  | Damaged                        |               | Dallas Austin                        | 3:51  |
| 9  | Dirty Dirty                    | Missy Elliott | Timbaland, Missy Elliott             | 3:40  |
| 10 | So So Dumb                     |               | Raphael Saadiq, Jake and the Phatman | 4:05  |
| 11 | Good Love                      |               | Eddie Hustle                         | 4:12  |
| 12 | Hey Hey Hey Hey                |               | Rodney Jerkins                       | 4:05  |
| 13 | Give It to Me While It’s Hot c |               | Organized Noize                      | 3:28  |

Bonus-Track auf der japanischen Edition
| #  | Titel    | Gastbeitrag | Produzent       | Länge |
| -- | -------- | ----------- | --------------- | ----- |
| 14 | Get Away |             | Organized Noize | 4:14  |

Bonus-Track auf der europäischen Deluxe-DVD
| #  | Titel              | Gastbeitrag | Produzent      | Länge |
| -- | ------------------ | ----------- | -------------- | ----- |
| 14 | Who’s It Gonna Be? |             | Rodney Jerkins | 4:00  |

Samples

## Singleauskopplungen
| Jahr | Titel     | Höchstplatzierung, Gesamtwochen, AuszeichnungChartplatzierungen (Jahr, Titel, , Platzierungen, Wochen, Auszeichnungen, Anmerkungen) | Höchstplatzierung, Gesamtwochen, AuszeichnungChartplatzierungen (Jahr, Titel, , Platzierungen, Wochen, Auszeichnungen, Anmerkungen) | Höchstplatzierung, Gesamtwochen, AuszeichnungChartplatzierungen (Jahr, Titel, , Platzierungen, Wochen, Auszeichnungen, Anmerkungen) | Höchstplatzierung, Gesamtwochen, AuszeichnungChartplatzierungen (Jahr, Titel, , Platzierungen, Wochen, Auszeichnungen, Anmerkungen) | Höchstplatzierung, Gesamtwochen, AuszeichnungChartplatzierungen (Jahr, Titel, , Platzierungen, Wochen, Auszeichnungen, Anmerkungen) | Anmerkungen                             |
| Jahr | Titel     | DE | AT | CH | UK | US | Anmerkungen                             |
| ---- | --------- | --- | --- | --- | --- | --- | --------------------------------------- |
| 2002 | Girl Talk | DE79 (8 Wo.)DE | — | CH96 (1 Wo.)CH | UK30 (2 Wo.)UK | US12 (14 Wo.)US | Erstveröffentlichung: 6. September 2002 |
| 2003 | Damaged   | — | — | — | — | US53 (4 Wo.)US | Erstveröffentlichung: 4. Juni 2003      |

## Kommerzieller Erfolg

### Chartplatzierungen
| ChartsChartplatzierungen       | Höchstplatzierung | Wochen |
| ------------------------------ | ----------------- | ------ |
| Deutschland (GfK)              | 46 (2 Wo.)        | 2      |
| Schweiz (IFPI)                 | 47 (8 Wo.)        | 8      |
| Vereinigte Staaten (Billboard) | 6 (20 Wo.)        | 20     |
| Vereinigtes Königreich (OCC)   | 45 (2 Wo.)        | 2      |

| ChartsJahrescharts (1999)      | Platzierung |
| ------------------------------ | ----------- |
| Vereinigte Staaten (Billboard) | 144         |

### Auszeichnungen für Musikverkäufe
| Land/Region               | Auszeichnungen für Musikverkäufe (Land/Region, Auszeichnung, Verkäufe) | Verkäufe  |
| ------------------------- | ---------------------------------------------------------------------- | --------- |
| Japan (RIAJ)              | Platin                                                                 | 200.000   |
| Vereinigte Staaten (RIAA) | Platin                                                                 | 1.000.000 |
| Insgesamt                 | 2× Platin ·                                                            | 1.200.000 |

Hauptartikel: TLC (Band)/Auszeichnungen für Musikverkäufe